# アワド・ハマド・バンダル
アワド・ハマド・アル＝バンダル・アッ＝サアドゥーン（アラビア語: عواد حمد بندر السعدون, ラテン文字転写: Awad Hamad Al-Bandar Al-sa'dun, 1945年1月2日 - 2007年1月15日）はイラクの元革命裁判所長官、バアス党幹部、裁判官である。1982年に起こったサッダーム・フセイン暗殺未遂事件を契機に、事件が起きたドゥジャイル村の住民180人あまりに死刑判決を下したとして、裁判に掛けられ処刑された。

## ドゥジャイル事件裁判
サッダーム・フセイン政権崩壊後、イラク特別法廷(現・高等法廷)により1982年に起きたドゥジャイル事件について、「ドゥジャイル村民143人に不当に死刑判決を下した」とジェノサイド罪などで訴追され、逮捕される。
2006年10月、初公判の人定質問でバンダルは、『私の身分証明書はクーフィーヤだ。（入廷前に）クーフィーヤを取り上げられたので、私には身分証が無い』と裁判長に訴え、人定質問に抵抗した。
検察側は、バンダルがわずか一週間程度の審理で被害者たちに判決を下し、逮捕されたドゥジャイルの少年35人にも容赦なく死刑判決を下して彼らを死に追いやったと非難してバンダルに死刑を求刑した。
これについてバンダルは、『自分は当時のイラクの法律を順守し、命令に従っただけ。』『裁判の被告には権利が保障され、弁護人も付いていた』と容疑を否認、少年に死刑判決を下したことを否定すると共に「私が未成年者に判決を下さなかったのは自分の良心に従ったからだ」と述べ、無罪を主張した。
2006年11月7日、イラク高等法廷は絞首による死刑判決を言い渡した。判決文を朗読中、バンダルは「神は偉大なり」等と叫び続けた。当初はサッダームと共に刑が執行される予定だったが、延期された。
2007年1月15日、バグダードの刑執行所にて午前3時05分、共同被告のバルザーン・イブラーヒームとともに死刑が執行された。60歳没。遺体は故郷バスラでは無く、ティクリート近郊のアル＝アウジャの墓地にバルザーンと共に埋葬された。
バンダルは、ドゥジャイル事件以外にも、イラク北中部のバラドで政治犯に死刑判決を下した容疑にも問われていた。